# 陆灏 (1963年)
陆灏（1963年—），笔名安迪，柳叶，陆侠等，上海人，中国记者、作家。曾任《文汇读书周报》记者，后进入《文汇报》担任编辑。1998年创办《万象》杂志，2008年为《东方早报》创办周日副刊《上海书评》。
陆灏在《深圳商报》开设专栏。专栏结集成书有《东写西读》（2006年上海书店出版社出版）、《看图识字》（2010年上海书店出版社）、《听水读钞》（2014年海豚出版社），另与扬之水合著《梵澄先生》（2009年上海书店出版社）。
陆灏主持编辑的丛书有书趣文丛、新世纪万有文库、上海书店出版社海上文库丛书、海豚出版社海豚书馆丛书等。